# Keri Sarver
Keri Beth Sarver (* 30. März 1976 in Akron, Ohio) ist eine ehemalige US-amerikanische Fußballspielerin und heutige -trainerin.

## Karriere

### Spieler
Sarver machte ihren Abschluss an der Jackson High School im Jahr 1995. Nach ihrer Zeit in der College-Mannschaft der University of Maryland war sie zunächst bei Maryland Pride aktiv und wurde im WUSA Draft zur Saison 2000 von Washington Freedom in der 13. Runde gezogen. Danach war sie auch noch für Cleveland Eclipse, New York Power und Carolina Courage aktiv.

### Trainer
Sarver war viele Jahre in den Jugendmannschaften des US-amerikanischen Verbands als Trainerin aktiv und kehrte im Februar 2019 als Trainerin zurück zum Internationals SC, für den sie zuvor schon einmal tätig war. Seit September 2021 ist sie als Co-Trainerin Teil des Trainerteams der neuseeländischen Frauennationalmannschaft.